# Auguste-Désiré Bouffard
Pour les articles homonymes, voir Bouffard.
Auguste-Désiré Bouffard est un agronome français né à Belleville le 20 juillet 1854 et mort à Montpellier le 19 octobre 1916.
Il fit carrière à l'École nationale d'agriculture de Montpellier. Il y fut successivement : 
- Répétiteur de technologie (1881)
- Chargé du cours de technologie (1882-1885)
- Professeur titulaire du cours de technologie (1885-1916)

Membre de l'Académie des sciences et lettres de Montpellier (1899-1905). Il a collaboré au Dictionnaire d'agriculture de Barrol, et a publié de nombreux articles sur les vins. Il a également rédigé un ouvrage curieux sur l'histoire du fromage roquefort : Fabrication du fromage de Roquefort dans le département de l'Hérault : fromagerie de Lunel à Montpellier.
Conseiller municipal de la ville de Montpellier en 1900 et 1904. Il avait épousé une demoiselle Houlot, et résidait 11 rue Bonnard.

## Sources
- Pierre Clerc (dir.), Dictionnaire de biographie héraultaise, 2006, p. 351.